# Pest-Pilis-Solt-Kiskun vármegye

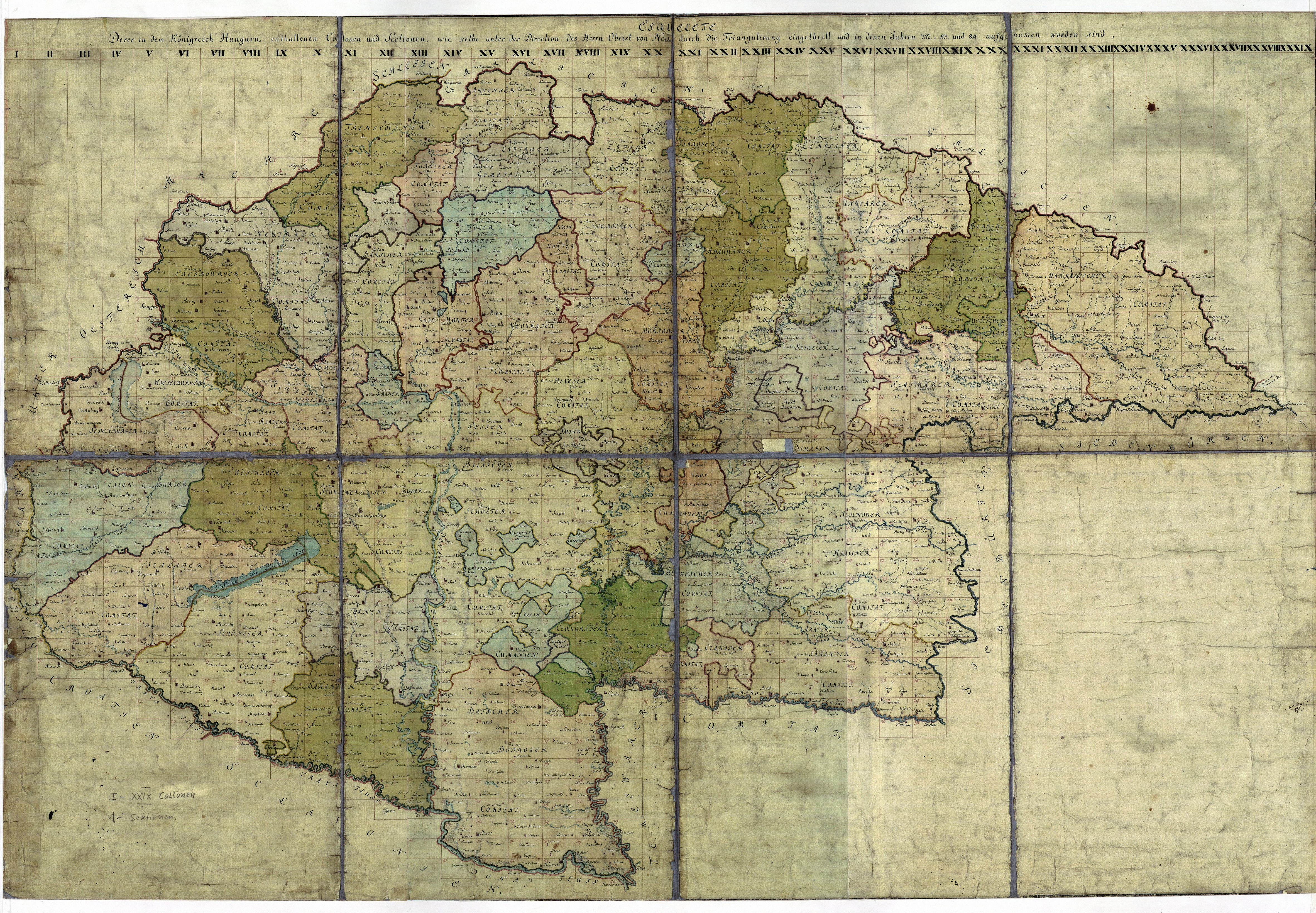
Pest-Pilis-Solt vármegye az első katonai felmérés térképén

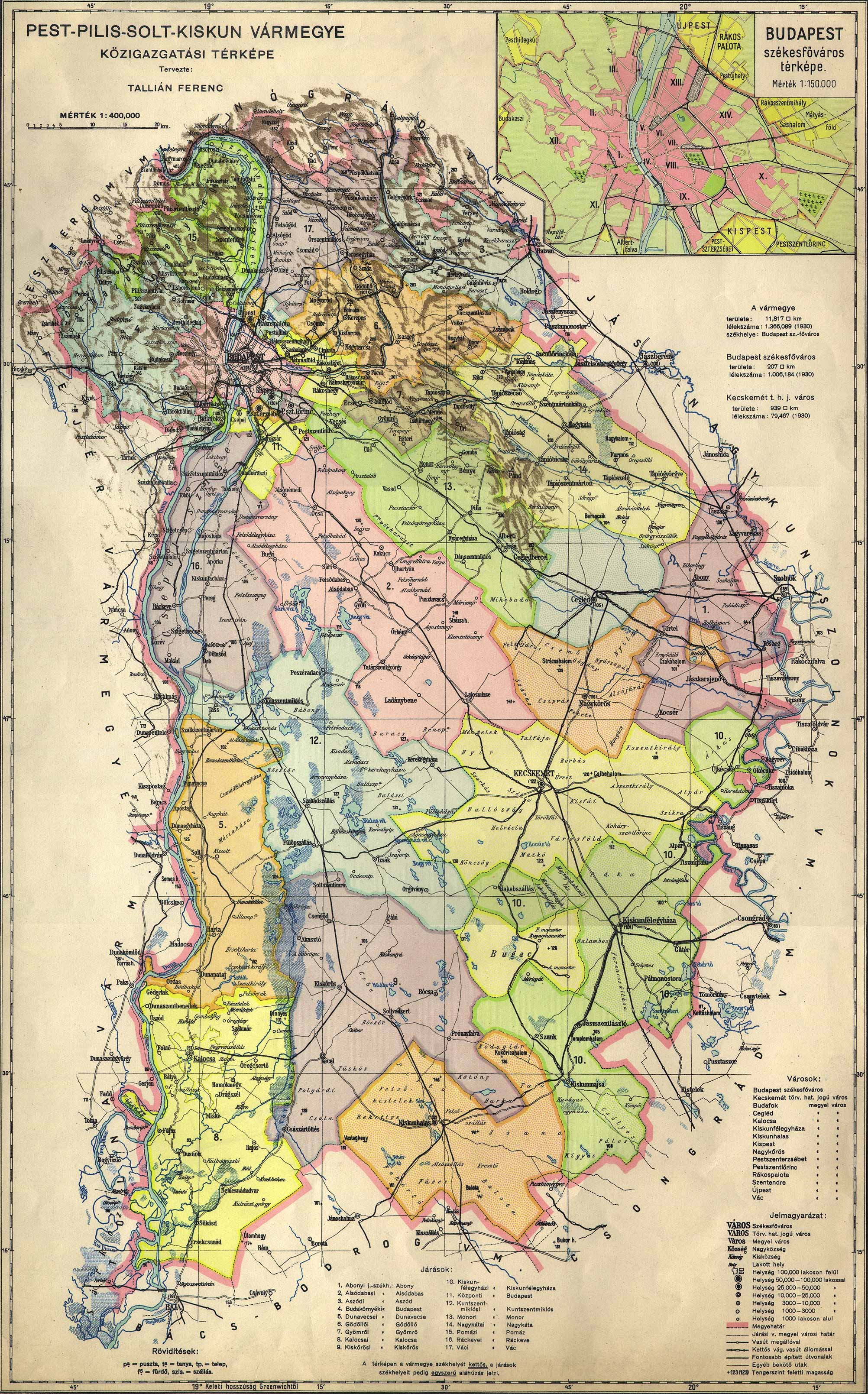
Pest-Pilis-Solt-Kiskun vármegye közigazgatási térképe az 1930-as évek második feléből

Pest-Pilis-Solt-Kiskun vármegye közigazgatási egység volt Magyarország középső részén 1876 és 1950 között. Az egykori vármegye területe jelenleg is Magyarország része, a helyén ma Pest vármegye, valamint Bács-Kiskun vármegye nagyobb része található.

## Földrajz
Pest-Pilis-Solt-Kiskun vármegye a Magyar Királyság egyik legnagyobb, legsűrűbben lakott és leggazdagabb vármegyéje volt. Területe nagyrészt az Alföldhöz tartozott (Pesti-síkság és Kiskunság). Csak az északi részén húzódtak kisebb dombvidékek: a Pilis, a Visegrádi-hegység, a Cserhát egy része és a Gödöllői-dombság. Legfontosabb folyója a Duna volt.
Északról Esztergom, Hont és Nógrád vármegyék, keletről Heves, Jász-Nagykun-Szolnok és Csongrád, délről Bács-Bodrog és (1932-ig) Baranya vármegye, nyugatról pedig Tolna, Fejér és Komárom vármegyék határolták.

## Történelem
Pest-Pilis-Solt-Kiskun vármegye az 1876-os megyerendezés során alakult ki, amikor Pest-Pilis-Solt vármegyével egyesítették az addig a Jászkun kerülethez tartozó Kiskunságot a Csongrád vármegyéhez csatolt Kiskundorozsma kivételével.
A vármegye legelső két tagja, Pest vármegye és Pilis vármegye a 11. században alakultak, az előbbi a későbbi vármegye északi és középső részén terült el, az utóbbi pedig a dunántúli részt és a Csepel-szigetet foglalta magába. Solt széket a 17. században csatolták ide Fejér vármegye területétől. Végül a Kiskunság 1876-ban csatlakozott a vármegyéhez.
Megszűnésére az 1950-es megyerendezés során került sor, amikor - sok évtizedes szakmai és politikai vita végére pontot téve - területét két részre választották, északi részéből megalakítva a mai Pest megyét, déli részéből pedig Bács-Bodrog vármegye Magyarországon maradt részével egyesítve létrehozva Bács-Kiskun megyét.

### Területi változásai
1920 előtt megye területe két alkalommal változott. Először 1881-ben nőtt, amikor Kisoroszit ide csatolták Nógrád vármegyétől, majd 1908-ban csökkent, amikor Pusztamérges községgé alakult Kiskunhalas határából és egyidejűleg Csongrád vármegyéhez csatlakozott.
A megye azon kevesek közé tartozott, melyek csonkítatlanul magyar fennhatóság alatt maradtak a trianoni békeszerződést követően.
A következő területváltozásokra az 1930-as évek elején került sor. Mivel a Duna szabályozása miatt a folyó új főága elzárta Bogyiszlót, ezért azt 1930-ban Tolna vármegyéhez csatolták. Ugyanebben az évben Baja városa bekebelezte Bajaszentistvánt, mely teljesen egybeépült vele. Mivel az utóbbi intézkedés folytán Szeremle a megye többi részétől elszakított területté (exklávévá) vált, ezért 1932-ben átcsatolták Bács-Bodrog vármegyéhez. Ugyanekkor csatoltak két pusztát Vác határából Nógrád és Hont k.e.e. vármegyéhez.
A II. világháború után az 1945-ös megyerendezés során ismét több ponton módosították a megye határait, régóta fennálló észszerűtlen helyzeteket megoldva. Nógrád-Hont vármegyétől idecsatolták Kosd, Penc és Rád községeket, Fejértől Diósd, Érd, Pusztazámor, Sóskút, Százhalombatta és Tárnok községeket, míg Pest-Pilis-Solt-Kiskuntól Jász-Nagykun-Szolnokhoz került Tószeg, Újszász és Zagyvarékas, Bács-Bodroghoz pedig Érsekcsanád, Nemesnádudvar és Sükösd.
Az 1945-ös megyerendezés egyes rendelkezéseinek végrehajtását elhalasztották, így csak az 1950-es megyerendezéskor került Nógrád-Hont vármegyétől Pest megyéhez a Szobi járás, továbbá innen Heves megyéhez Boldog. Abonynak szintén 1945-ben elhatározott átcsatolását Jász-Nagykun-Szolnok vármegyéhez soha nem hajtották végre.

## Közigazgatás

### Járási beosztás
A vármegye járási beosztása sokszor változott fennállása során, csupán a 19. század végére vált viszonylag állandóvá. Pest-Pilis vármegye eredetileg, még a török idők előtt a többi vármegyékhez hasonlóan négy járásra oszlott, a Kecskeméti, Pesti, Pilisi és Váci járásokra. Ezekhez csatlakozott később ötödikként a Solti járás az akkor már Pest-Pilis-Solt nevű megyében. A 19. század közepétől a járások feldarabolódtak, de elnevezésük tovább őrizte az eredeti öt egység nevét. 1876-ban, amikor a Kiskunság is csatlakozott a megyéhez, újabb járást képezett, így 1877-ben az alábbi 13 járásra oszlott Pest-Pilis-Solt-Kiskun vármegye:
1. Kecskeméti alsó járás
2. Kecskeméti felső járás
3. Kecskeméti közép járás
4. Pesti alsó járás
5. Pesti felső járás
6. Pilisi alsó járás
7. Pilisi felső járás
8. Solti alsó járás
9. Solti felső járás
10. Solti közép járás
11. Váci alsó járás
12. Váci felső járás
13. Kis-kuni járás

Első ízben a törvényhatóságokról szóló 1886. évi XXI. törvénycikk írta elő, hogy a járásoknak állandó székhelye kell legyen. A vármegye járásai 1898-ig megőrizték történelmileg kialakult elnevezéseiket, akkortól kezdve azonban székhelyük nevét vették fel. A 20. század első évtizedeiben három új járás is alakult, később pedig néhánynak a székhelye megváltozott. Amikor a vármegye az 1950-es megyerendezés során megszűnt, már 17 járás volt a területén.
1. Abonyi járás (Abony) (1898-ig Kecskeméti alsó járás)
2. Alsódabasi járás (Alsódabas) (1898-ig Pesti közép járás)
3. Biai járás (Bia) (1898-ig Pilisi alsó járás) (1934-től neve Budakörnyéki járás, székhelye Budapest)
4. Dunavecsei járás (Dunavecse) (1898-ig Solti felső járás)
5. Gödöllői járás (Gödöllő) (1898-ig Váci alsó járás)
6. Kalocsai járás (Kalocsa) (1898-ig Solti közép járás)
7. Kiskőrösi járás (Kiskőrös) (1898-ig Solti alsó járás)
8. Kiskunfélegyházi járás (Kiskunfélegyháza) (1898-ig Kiskun alsó járás)
9. Kunszentmiklósi járás (Kunszentmiklós) (1898-ig Kiskun felső járás)
10. Monori járás (Monor) (1898-ig Pesti felső járás)
11. Nagykátai járás (Nagykáta) (1898-ig Kecskeméti felső járás)
12. Pomázi járás (Pomáz) (1898-ig Pilisi felső járás) (1940-től neve Szentendrei járás, székhelye Szentendre)
13. Ráckevei járás (Ráckeve) (1898-ig Pesti alsó járás)
14. Váci járás (Vác) (1898-ig Váci felső járás)
15. Aszódi járás (Aszód) (1912-ben alakult)
16. Gyömrői járás (Gyömrő) (1913-ban alakult)
17. Kispesti járás (Kispest) (1911-ben alakult; 1922-től neve Központi járás, székhelye Budapest)

### Városai
A vármegye területén két törvényhatósági jogú város volt: Budapest és Kecskemét.
1876-ban hat rendezett tanácsú város (illetve 1929-től megváltozott elnevezéssel: megyei város) tartozott hozzá, 1950-ig pedig további nyolc alakult (zárójelben az alakulás éve):
1. Cegléd
2. Kiskunfélegyháza
3. Kiskunhalas
4. Nagykőrös
5. Szentendre
6. Vác
7. Újpest (1907)
8. Kalocsa (1921)
9. Kispest (1922)
10. Erzsébetfalva (1923) (neve 1924-től Pesterzsébet, 1932-től Pestszenterzsébet)
11. Rákospalota (1923)
12. Budafok (1926)
13. Pestszentlőrinc (1936)
14. Csepel (1949)

Az újonnan alakult városok Kalocsa kivételével mind Nagy-Budapest területén feküdtek, és 1950-ben beolvadtak a fővárosba.